# Оливия Хъси
Оливия Хъси (на английски: Olivia Hussey) е британска актриса, известна най-вече с ролята си на Жулиета във филма на Франко Дзефирели „Ромео и Жулиета“.

## Биография
Родена е в Буенос Айрес, Аржентина. Майка ѝ е англичанка, а баща ѝ аржентински танцьор. Майката на Оливия се развежда и заедно с нея и по-малкия ѝ брат се завръща да живее в Англия. Оливия приема моминското име на майка си, Хъси, и с него започва театралната си кариера.
Играла е в 41 филма. За ролята на Жулиета, Франко Дзефирели я избира измежду 500 кандидатки. Филмът я прави популярна и на следващата година тя получава италианската наградата „Давид на Донатело“ за най-добра женска роля.
Има 3 деца от 3 различни брака – двама сина и една дъщеря. Първият ѝ съпруг умира при самолетна катастрофа.

## Избрана филмография
| година | филм              | оригинално заглавие      | роля            | режисьор         |
| ------ | ----------------- | ------------------------ | --------------- | ---------------- |
| 1968   | Ромео и Жулиета   | Romeo and Juliet         | Жулиета         | Франко Дзефирели |
| 1977   | Исус от Назарет   | Jesus of Nazareth        | Богородица      | Франко Дзефирели |
| 1978   | Смърт край Нил    | Death on the Nile        | Розали Отърбърн | Джон Гилермин    |
| 1990   | Психо 4: Началото | Psycho IV: The Beginning | Норма Бейтс     | Мик Гарис        |